# John A. Joule

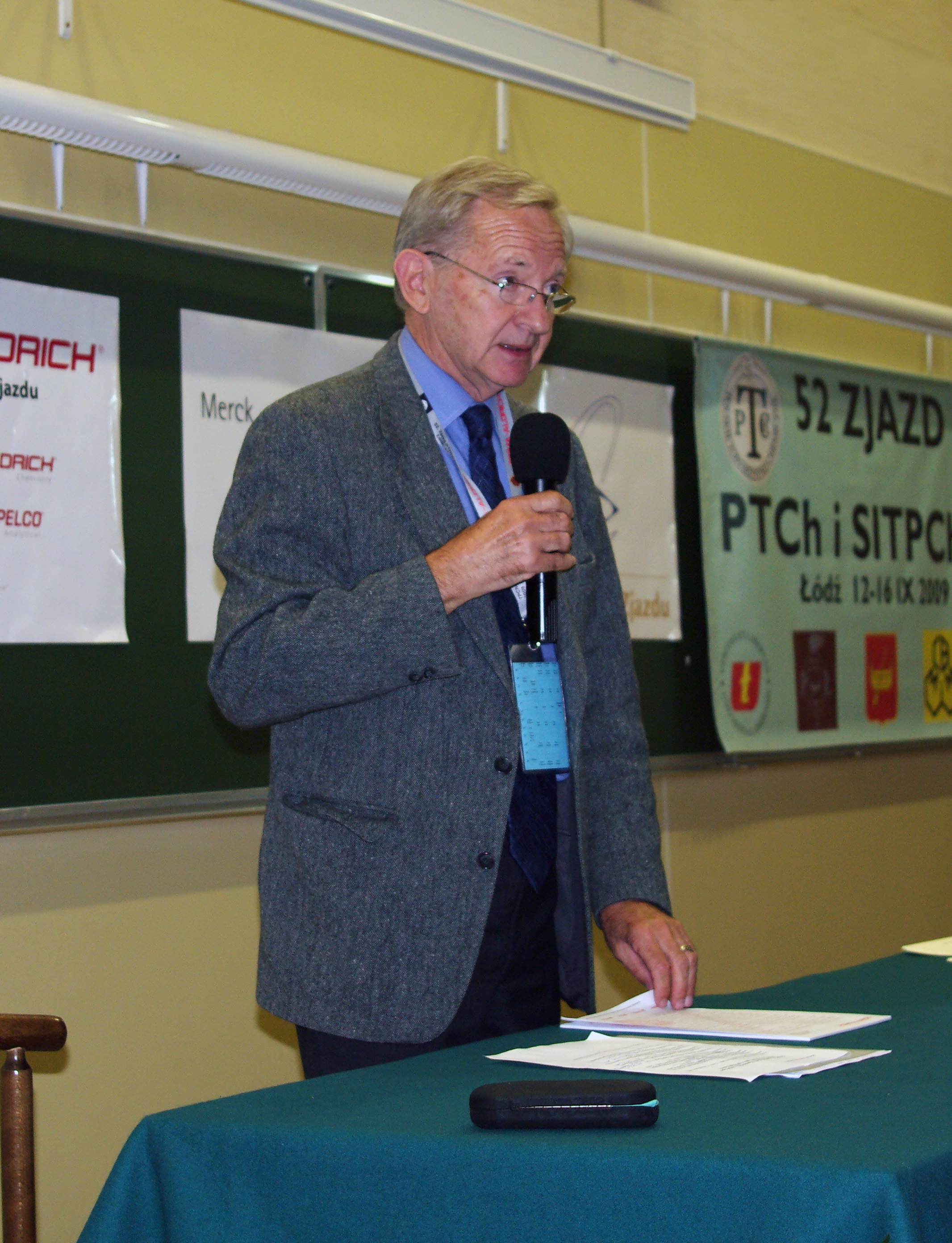
John Arthur Joule 2009 auf dem 52. Kongress der Polnischen Chemischen Gesellschaft in Łódź, Polen

John Arthur Joule (* 1937 in Harrogate, England) ist ein englischer Chemiker und Hochschullehrer.

## Ausbildung
Joule studierte an der University of Manchester, wo er seinen Bachelor und Master machte. 1961 promovierte er dort.

## Beruf
Joule ging als Postdoc an die Princeton University und die Stanford University. Zurückgekehrt nach England wurde Joule 1963 Dozent und später Professor an der Fakultät für Chemie der University of Manchester. Joule ist emeritierter Professor der University of Manchester.

## Gastaufenthalte
Joule hatte 1965 eine Gastdozentur für Chemie an der University of Ibadan, Nigeria inne. 1972 bekleidete er eine Gastprofessur für Pharmakologie und experimentelle Therapie an der Johns Hopkins University, Baltimore und 1988 an der chemischen Fakultät der University of Maryland, Baltimore County.

## Auszeichnungen
1996 wurde Joule mit dem Heterocyclic Chemistry Award der Royal Society of Chemistry ausgezeichnet.

## Forschungsinteressen
Joule forscht auf dem Gebiet der Heterocyclen. Zu diesem Thema veröffentlichte er Bücher in mehreren Auflagen, die in mehrere Sprachen übersetzt wurden. Speziell veröffentlichte er Arbeiten über Thiophene, Thianthrene und Indole.

## Veröffentlichungen (Auswahl)

### Bücher (Auswahl)
- John A. Joule: Heterocyclic Chemistry. CRC Press Taylor & Francis Group, Boca Raton 2018, ISBN 978-1-138-45598-6 (eingeschränkte Vorschau in der Google-Buchsuche).
- Science of Synthesis: Knowledge Updates zusammen mit Toshiaki Murai als Herausgeber, Thieme, 2018, ISBN 978-3132423176
- Gordon W. Gribble, John A. Joule: Progress in Heterocyclic Chemistry. Elsevier, Amsterdam 2016, ISBN 978-0-08-100755-6 (eingeschränkte Vorschau in der Google-Buchsuche).
- John A. Joule, Keith Mills: Heterocyclic Chemistry At A Glance. Wiley, Chichester 2012, ISBN 978-0-470-97121-5 (eingeschränkte Vorschau in der Google-Buchsuche).
- Alan R. Katritzky, Christopher A. Ramsden, John A. Joule, Viktor V. Zhdankin: Handbook of Heterocyclic Chemistry. Elsevier, Oxford 2010, ISBN 978-0-08-095843-9 (eingeschränkte Vorschau in der Google-Buchsuche).

### Artikel (Auswahl)
- Natural Products Containing Nitrogen Heterocycles—Some Highlights 1990–2015, Kapitel in Heterocyclic Chemistry in the 21st Century – A Tribute to Alan Katritzky, 2015, ISBN 9780128120705
- Topics in Heterocyclic Chemistry, Kapitel in Thiophenes, 2014, ISBN 978-3319352145
- De Novo Ring Synthesis of Thiophenes, Kapitel in Thiophenes, 2014, ISBN 978-3319352145
- Thiophenes from Viktor Meyer to Poly(Thiophene) Some Reactions and Synthesis in Phosphorus, Sulfur, and Silicon and the Related Elements 188(4), 2013, doi:10.1080/10426507.2012.736892
- Product Class 13: Indole and Its Derivatives, 2003, ChemInform 34(46), doi:10.1002/chin.200346275
- Nucleophilic Substitution of the Carbon Hydrogen on the Five-Membered Ring of Indoles, Kapitel in Progress in Heterocyclic Chemistry, Band 11, 1999, ISBN 978-0444542519
- Indoles, isoindoles, their reduced derivatives and carbazoles, 1991, doi:10.1016/B978-044453347-0.50150-6, Kapitel in Second Supplements to the 2nd Edition of Rodd's Chemistry of Carbon Compounds, S. 557–605
- Thianthrene, 1990, Advances in Heterocyclic Chemistry, 1990, Band 48, S. 301–393, ISBN  978-0120206476
- Chapter 14. Alkaloids in Annual Reports Section B, Organic Chemistry, Band 65, doi:10.1039/oc9686500489, 1968